# Telmatoscopus membraga
Telmatoscopus membraga är en tvåvingeart som beskrevs av Quate 1967. Telmatoscopus membraga ingår i släktet Telmatoscopus och familjen fjärilsmyggor. Inga underarter finns listade i Catalogue of Life.